# Consolação (distrito de São Paulo)
Consolação es un distrito situado en la región central de la ciudad de São Paulo, Brasil, administrado por la subprefectura de Sé. Es una de las regiones históricas y culturales más importantes del municipio.
Abarca parte del barrio de Vila Buarque donde tiene su sede la Hermandad de la Santa Casa de Misericordia de São Paulo, el teatro de la Universidad de São Paulo (TUSP) y el Centro Universitario María Antonia. También parte del barrio de Cerqueira César, donde está el Colegio São Luís. También están dentro del distrito los barrios ricos de Higienópolis y Pacaembú, tradicionales reductos de intelectuales y de familias descendientes de los grandes cafeicultores de inicios del siglo XX donde están situadas la Universidad Presbiteriana Mackenzie y la Fundación Armando Alvares Penteado.
El distrito cuenta con estaciones de la línea 2-Verde (estación Consolação) y la línea 4-Amarilla (estaciones Paulista e Higienópolis-Mackenzie) del metro de São Paulo. Próximamente también será servido por la línea 6-Naranja cuando culmine la construcción de la conexión en la estación Higienópolis-Mackenzie y la estación Angélica-Pacaembu, 

## Formación
El distrito está conformado por los barrios de Consolação, Higienópolis, Vila Buarque y Pacaembu. Su desarrollo se dio a partir del Camino de Pinheiros o Camino de Sorocaba, la actual rua da Consolação, la principal vía del distrito. Zona distante de la ciudad, en esa época estaba llena de plantaciones de hortalizas y frutas y, hacia 1779, empezó a tener algunos pobladores estables. Estos eran devotos de Nuestra Señora de la Consolación y construyeron, con paredes de barro apisonado, una capilla en su honor. La iglesia se transformó en lo que luego sería la Parroquia de Nuestra Señora de la Consolación, fundada en 1798. La construcción de la iglesia trajo más habitantes y eso atrajo la atención del gobierno de la ciudad que abrió calles posibilitando y facilitando el acceso. Como estaba a la vera del "Camino de Pinheiros", utilizado por los arrieros que iban del Largo da Memória hacia Pinheiros para cerrar acuerdos con negociantes de ciudades como Itu y Sorocaba, tuvo un significado histórico para la construcción del barrio y la ciudad.
Luego de la construcción de la iglesia, se creó en 1855 la Hermandad de Nuestra Señora de la Consolación y San Juan Bautista, mismo año en que una epidemia de cólera atacó a la región. Con el objetivo de "sostener a los desahuciados que vagaban en gran número por toda la provincia", la institución dio a la iglesia un nuevo significado. Hubo, también, atención por otras enfermedades. La acción de la Hermandad motivó la Santa Casa de Misericordia le donara un predio para tratar a los enfermos de lepra. El aumento de enfermos y la iniciativa de atención de la Hermandad generó un crecimiento poblacional con la consecuente urbanización de la zona. 

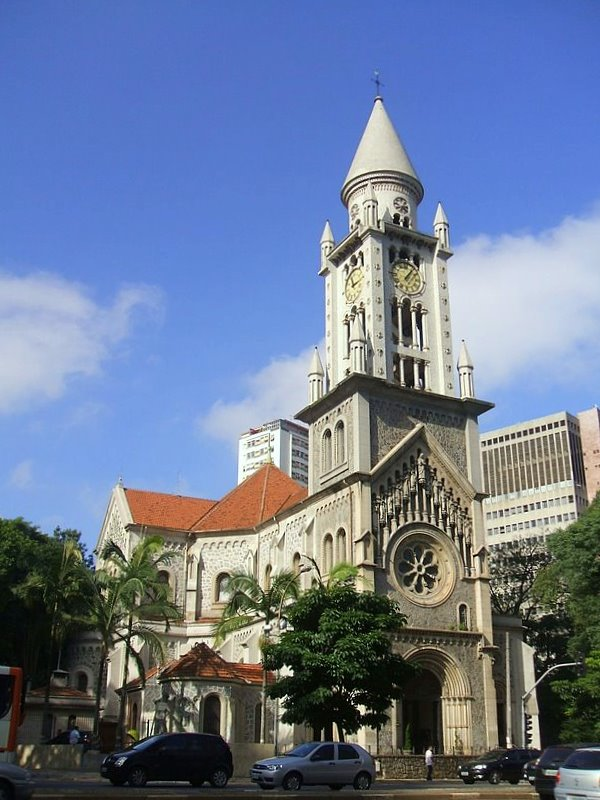
Fachada principal de la Igreja da Consolação

Fue el brote de cólera lo que llevó a la creación del Cementerio de la Consolación, inaugurado en 1858, ya que era necesario enterrar a las víctimas mortales. La Cámara Municipal eligió el lugar por estar alejado de la población, lo que también fue fundamental para la consolidación del barrio. Aquí están enterrados hombres como Ramos de Azevedo, Oswald de Andrade, Monteiro Lobato y el propio Caetano de Campos.
En 1870, con una población de unos 3.500 habitantes, la "Iglesia de la Consolación" fue elevada a sede parroquial. El 23 de marzo del mismo año, el barrio se convirtió en distrito. Familias adineradas de la ciudad se instalaron en el barrio, construyendo grandes fincas y creando nuevos barrios como Higienópolis y Santa Cecília. La aparición de la Avenida Paulista en 1891 también dio importancia a Consolação, dada la proximidad de las dos zonas. A partir de entonces, el barrio se hizo popular entre los habitantes de la ciudad y ganó protagonismo en la vida nocturna, social y cultural de São Paulo.

## Límites
- Norte: Rua Doutor Veiga Filho, Rua Jaguaribe (no las incluye).
- Este: Rua Amaral Gurgel/Elevado Presidente João Goulart, Rua João Guimarães Rosa/Praça Roosevelt, Ligação Leste-Oeste.
- Sur: Rua Avanhandava, Rua Frei Caneca (las incluye).
- Sudoeste: Avenida Paulista, Rua da Consolação, Viaduto Okuhara Koei, Avenida Doutor Arnaldo.
- Oeste: Rua Cardoso de Almeida, Rua Almirante Pereira Guimarães, Praça Wendell Wilkie, Avenida Arnolfo Azevedo, Praça Charles Miller, Avenida Pacaembu.